# Конрад Тюрингский
Конрад Тюрингский (нем. Konrad von Thüringen, 1206 — 24 июля 1240, Рим) — 5-й Великий Магистр Тевтонского ордена в 1239—1240 годах. Был известен также как Конрад Распе (нем. Konrad Raspe).
Конрад был младшим сыном ландграфа Германа I Тюрингского и дочери баварского герцога Софии Виттельсбах. Его старший брат Людовик был женат на Елизавете Венгерской. После смерти Людовика от чумы в итальянском Отранто во время 6-го крестового похода второй брат Генрих Распе стал регентом малолетнего сына Людовика, Германа II. Конрад как младший брат регента, по обычаю дома Людовингов, стал графом Гуденсберга, то есть гессенских владений Людовингов, и с 1231 по 1234 управлял этой частью ландграфства Тюрингии, хотя чаще находился в Марбурге. До 1233 проводил различные кампании против архиепископа Майнца Зигфрида III. Одновременно стремился связать Майнц союзами с другими гессенскими графами.
В ноябре 1234 Конрад сложил с себя титул графа и вступил в Тевтонский орден. В следующем году он сопровождал посольство, которое доставило курии протоколы процесса канонизации Елизаветы Венгерской и, очевидно, оставался в непосредственном окружении Папы до её канонизации на Троицу в 1235.
Весной 1239, вероятно, вследствие близости дома Людовингов к курии и короне, Конрад стал Великим магистром Тевтонского ордена после смерти Германа фон Зальца. В Конраде, очевидно, видели достойного продолжателя. Как рыцарь Тевтонского ордена, Конрад проводил государственную политику в интересах Людовингов и укрепления ландграфства Тюрингии. 1 июня 1239, на княжеском дне в Эгере (ныне Хеб, Чехия), он присоединился к группе, которую образовали его брат Генрих Распе, король Конрад IV, архиепископ Зигфрид и маркграф Генрих III, чтобы способствовать сближению императора Фридриха II и Папы. Возможно, этому помогали контакты Конрада в римской курии. Однако Конрад, который снова направился в Италию, в начале лета 1240 заболел и 24 июля того же года умер в Риме. Его тело было доставлено в Марбург, где захоронено в церкви св. Елизаветы.